# Кровавая вечеринка 3
Кровавая вечеринка 3 — американский слэшер 1990 года режиссёра Сэлли Мэттисон. Сюжет фильма традиционен и прост для большинства фильмов ужасов поджанра слэшер. Фильм имеет мало общего с прошлыми частями серии. В США фильм собрал $1 242 995, в первый уик-энд — $270 135. Фильм известен также под названием Резня на девичнике 3. Премьера фильма состоялась 7 сентября 1990 года.

## Сюжет
Отдыхая на пляже подруги договариваются организовать девичью вечеринку. В это время некий маньяк совершает своё первое убийство. Собравшись на вечеринке девушки естественно начинают веселиться, однако вскоре к ним присоединяются и парни. К ним на вечеринку приходит и маньяк, начинающий последовательно убивать людей.

## В ролях
- Ян Бирч
- Брэнди Буркетт
- Хоуп Мари Карлтон
- Кили Кристиан
- Мария Клер
- Александр Фальк
- Мария Форд
- Бриттейн Фрай
- Вейн Грэйс
- Дэвид Гринли